# 워싱턴 선언
워싱턴 선언은 2023년 4월 26일, 윤석열 대통령이 미국을 국빈방문하여 조 바이든 대통령과 한미정상회담을 한 후에 채택한 공동선언문이다.

## 내용

### 한국식 핵공유
원래 핵공유는 나토식 핵우산을 말한다. 그러나, 보통 한국식 핵우산 보다는 나토식 핵우산인 핵공유가 더 강력하다고 알려졌다. 윤석열 대통령은 2023년 1월 1일, 한국식 핵공유라는 것을 주장했고, 이러한 내용이 모두 반영된 것이 워싱턴 선언의 핵심내용이다. 한국식 핵공유 참조.

## 같이 보기
- 핵 잠재력
- 한국식 핵공유
- 핵공유